# Вермилиън Бей
Вермилиън Бей е залив в южна Луизиана в САЩ.
Вермилиън Бей се намира в югозападната част на Иберия Париш и в югоизточната част на Вермилиън Париш. Той е свързан с Мексиканския залив на юг с тесен пролив, под името Югозападен проход. Марш Айлънд и част от континенталната част на Луизиана в югоизточен Вермилиън Париш го отделят от Мексиканския залив. На изток Вермилион Бей се свързва директно с Уест Кот Бланш Бей.

## Notes
1. ↑  Webster's New Geographical Dictionary, 1984, pp. 690, 1291.